# アジア工科大学院
アジア工科大学院（あじあこうかだいがくいん、英語：Asian Institute of Technology）は、タイ王国に本部を置く工学、先端技術、環境学、農学、持続可能な開発、経営管理に特化した国際機関かつ大学院である。通称AIT（エーアイティー）。世界50ヶ国以上から約2,000人のトップレベルの大学院生が集まり、世界的に著名な約100人の教員が在籍し、アジアの研究教育活動をリードするエリート大学院として歴史と高い実績と知名度を誇る。学内公用語は英語。2021年版 Times 大学影響力ランキングにおいて、持続可能な開発目標その１(貧困を無くそう)部門で世界15位にランクされる。かつては日本人が多く在籍したが、その後減少を続け、現在では学生８人、教員２名のみとなっている。

## 日本の国際交流協定校
- 東京大学
- 東京工業大学
- 横浜国立大学
- 中部大学
- 北海道大学
- お茶の水女子大学
- 山梨大学
- 北陸先端科学技術大学院大学
- 佐賀大学
- 国際連合大学
- 県立広島大学